# Levi-civita-symbool

Visuele weergave van het Levi-Civita-symbool.

Het levi-civita-symbool is een discrete functie van drie variabelen. Deze functie wordt genoteerd als {\displaystyle \epsilon _{ijk}} en kan drie waarden aannemen: -1, 0, +1. Ze wordt als volgt gedefinieerd:
{\displaystyle \epsilon _{ijk}=\left\{{\begin{matrix}+1&{\mbox{als }}(i,j,k){\mbox{ een even permutatie van }}(1,2,3){\mbox{ is.}}\\-1&{\mbox{als }}(i,j,k){\mbox{ een oneven permutatie van }}(1,2,3){\mbox{ is.}}\\0&{\mbox{in andere gevallen, d.i.: }}i=j{\mbox{ of }}j=k{\mbox{ of }}k=i\end{matrix}}\right.}
Een permutatie is (on)even als het geschreven kan worden als een (on)even aantal transposities.
Deze functie is genoemd naar de Italiaanse wiskundige Tullio Levi-Civita (1873-1941).

## Tensor-notatie
Er bestaat ook een tensor-notatie voor het levi-civita-symbool:
{\displaystyle \epsilon _{ijk}=\mathbf {e} ^{i}\cdot (\mathbf {e} ^{j}\times \mathbf {e} ^{k})} met {\displaystyle \mathbf {e} ^{i}}, {\displaystyle \mathbf {e} ^{j}} en {\displaystyle \mathbf {e} ^{k}} eenheidsvectoren uit een rechtshandig coördinatensysteem.
Het levi-civita-symbool is dus te interpreteren als een antisymmetrische tensor.
Als we de componenten van {\displaystyle \mathbf {e} ^{i}} noteren als {\displaystyle \mathbf {e} _{1}^{i}}, {\displaystyle \mathbf {e} _{2}^{i}} en {\displaystyle \mathbf {e} _{3}^{i}}, dan kunnen we dus ook volgende notatie gebruiken:
{\displaystyle \epsilon _{ijk}={\begin{vmatrix}\mathbf {e} _{1}^{i}&\mathbf {e} _{2}^{i}&\mathbf {e} _{3}^{i}\\\mathbf {e} _{1}^{j}&\mathbf {e} _{2}^{j}&\mathbf {e} _{3}^{j}\\\mathbf {e} _{1}^{k}&\mathbf {e} _{2}^{k}&\mathbf {e} _{3}^{k}\\\end{vmatrix}}}.

## Verband met de kronecker-delta
Er is ook een rechtstreeks verband met de kronecker-delta dat blijkt uit volgende formules:
{\displaystyle \sum _{i=1}^{3}\epsilon _{ijk}\epsilon _{imn}=\delta _{jm}\delta _{kn}-\delta _{jn}\delta _{km}},
{\displaystyle \sum _{i,j=1}^{3}\epsilon _{ijk}\epsilon _{ijn}=2\delta _{kn}}.

## Uitbreiding naar n variabelen
De functie van drie variabelen kan probleemloos uitgebreid worden naar een functie van {\displaystyle n} variabelen. Hierbij behouden we gewoon de originele definitie:
{\displaystyle \epsilon _{ijk\cdots }=\left\{{\begin{matrix}+1&{\mbox{als }}(i,j,k,\cdots ){\mbox{ een even permutatie van }}(1,2,3,\cdots ,n){\mbox{ is.}}\\-1&{\mbox{als }}(i,j,k,\cdots ){\mbox{ een oneven permutatie van }}(1,2,3,\cdots ,n){\mbox{ is.}}\\0&{\mbox{in andere gevallen, d.i.: }}i=j{\mbox{ of }}j=k{\mbox{ of }}k=i{\mbox{ of }}\cdots \end{matrix}}\right.}